# NGC 307
NGC 307 је лентикуларна галаксија у сазвежђу Кит која се налази на NGC листи објеката дубоког неба.
Деклинација објекта је - 1° 46' 20" а ректасцензија 0h 56m 32,5s. Привидна величина (магнитуда) објекта NGC 307 износи 12,8 а фотографска магнитуда 13,8. NGC 307 је још познат и под ознакама UGC 584, MCG 0-3-35, CGCG 384-39, Z 054.0-0202, PGC 3367.